# Bello mio, bellezza mia
Bello mio, bellezza mia è un film del 1982 diretto da Sergio Corbucci. Si tratta del quarto ed ultimo film interpretato dalla coppia Giancarlo Giannini e Mariangela Melato.

## Trama
Gennarino Laganà è un poveraccio siciliano che si barcamena con umili lavori per mantenere la numerosa famiglia, che continuamente lo rimprovera aspramente - definendolo con sprezzo uno "sfaticato" - per non essere emigrato al Nord, come quasi tutti i giovani del paese, in cerca di fortuna. Gennarino, infatti, non lascerebbe mai la sua amata isola se non fosse che un giorno il boss mafioso Don Mimì, pedinando la moglie Egeria, scopra l'esistenza d'una tresca occasionale - a pagamento - tra lui e l'insoddisfatta donna, costringendolo così a fuggire dal setaccio dei suoi sgherri salendo di straforo su un treno merci; in sogno gli appare San Totino, un santo dalle sembianze d'un guappo napoletano vestito interamente di bianco, che gli promette protezione in cambio di una vita onesta e ben regolata. 
Giunge così a Milano, dove conosce Armanda , una donna di strada, che lo porta in casa sua, rendendolo suo protettore ed amante. Ma San Totino gli appare nuovamente, rimproverandogli la sua condizione di mantenuto: lui deve lavorare e Armanda  cambiare vita. Nel frattempo don Mimì rintraccia Gennarino e si vendica rimpinzandolo di un pessimo gelato, per poi assumerlo al suo servizio: dovrà recapitare delle misteriose scatole rosse. Intanto Gennarino ha conosciuto una fioraia sciancata e sordomuta con un viso d'angelo, Clarabella, della quale s'innamora perdutamente, tanto da volersi adoperare per farla curare e guarire. 
Armanda  nel frattempo ha lasciato la città per rifarsi una vita normale ed anche Gennarino, dopo aver recapitato vari pacchi vuoti o quasi, partirà con l'ultima scatola rossa da far recapitare allo Stadio Adriatico di Pescara, dove si terrà un importante evento con la presenza di numerose personalità politiche; il pacco infatti contiene del potentissimo esplosivo, con cui don Mimì vuol sbarazzarsi dunque di tutta una serie di personalità a lui scomode. Mentre Gennarino attende inconsapevole l'ora fatale, sente il canto di una donna che conosce: è Armida, ormai divenuta un'onesta gelataia. Il loro incontro è interrotto dalla comparsa di don Mimì e Clarabella, che si rivela non essere affatto malferma, oltreché amante del malavitoso.
I due, vedendo Gennarino col pacco rosso in mano che a momenti deve scoppiare, fuggono in un'auto. Gennarino vi getta la fatale scatola e, in un'esplosione tremenda, tutto salta in aria. Anche Gennarino, ferito gravemente, si trova ormai alle porte del paradiso, ove incontra San Totino. Ma Armanda  prega perché Gennarino guarisca e viene esaudita. Incominciano così una vita felice assieme.